# Elliott, Illinois
Elliott är en ort i Ford County i delstaten Illinois, USA.